# Baculentulus weinerae
Baculentulus weinerae är en urinsektsart som beskrevs av Andrzej Szeptycki och Imadaté 1987. Baculentulus weinerae ingår i släktet Baculentulus och familjen lönntrevfotingar. Inga underarter finns listade.